# 賀茂別雷命
賀茂別雷命（カモワケイカヅチノミコト）為日本神道之神祇。

## 概要
該神祇在《記紀》神話中並未出現，神名中「別（ワケ）」乃分開之意，故祂是一位「具有將雷分開之力量」的神祇，卻不是雷神。另外，《賀茂之本地》一書認為該神跟味耜高彥根神為同一神。
現已佚散不傳的《山城國風土記》提及賀茂建角身命的女兒建玉依比賣命（俗稱玉依姬），有一天在石川瀨見的小溪流（今京都市鴨川）遊玩時，拾回順水漂流過來、火雷神（今向日神社的主祭神）化身的紅矢。晚上返家後將之擺在床鋪旁，建玉依比賣命就此懷孕，產下賀茂別雷命。賀茂別雷命長大後，在慶祝成人禮的宴席中，祖父賀茂建角身命遞給祂酒杯並對祂說：「把這些酒請你的父親喝吧！」詎料賀茂別雷命突然衝破屋頂升天而去。
由於賀茂別雷命誕生的故事近似《古事記》中大物主神與勢夜陀多良比賣、《秦氏本系帳》中大山咋神與阿禮乎止女的情節，所以日本民間流傳著「賀茂別雷命的父親就是松尾大社的大山咋神」的傳說。

## 信仰
祭祀賀茂別雷命的神社除了日本全國各地的加茂神社（或稱賀茂神社、鴨神社等），另外主要有：
- 賀茂別雷神社（京都市北區）

## 內部連結
- 賀茂別雷神社
- 賀茂建角身命
- 玉依姬
- 雷神 (日本)

## 外部連結
- （日語）上賀茂神社（賀茂別雷神社：かもわけいかづちじんじゃ） （页面存档备份，存于）